# Ка-да-Мосто
Ка-да-Мосто (итал. Ca' da Mosto) — палаццо в Венеции в районе Каннареджо. Построено в XIII веке в венето-византийском стиле, является самым старым зданием, построенным на Гранд-канале.

## История
Изначально палаццо создавалось, как дом торговца, первого владельца здания. В XIII веке принадлежал семье Бароцци; впоследствии от Бароцци он перешел к Да Мосто. Третий этаж был добавлен в начале XVI века, а четвёртый уже XIX веке.
Палаццо получило своё название от фамилии венецианского путешественника Альвизе да Мосто, который родился в этом дворце в 1432 году. Дом оставался во владении семьи да Мосто вплоть до 1603 года, когда тогдашний владелец здания Кьяра да Мосто завещала его племяннику, который носил фамилию, отличную от да Мосто.
С XVI по XVIII век в здании размещалась известная гостиница Albergo Leon Bianco (Отель «Белый лев»). В 1769 и 1775 годах в гостинице останавливался император Священной Римской империи, сын императрицы Марии Терезии Иосиф II во время своего пребывания в Венеции.
В настоящее время здание не используется, так как во время наводнений был нанесен ущерб фундаменту. Палаццо нуждается в реставрации. Владельцем здания является граф Франческо да Мосто, современный итальянский архитектор и продюсер. Одной из его целей в жизни является восстановление палаццо.